# Листья травы
«Ли́стья травы́» (англ. Leaves of Grass) — поэтический сборник американского поэта Уолта Уитмена (1819—1892). Хотя первое издание было опубликовано в 1855 году, Уитмен продолжал писать сборник на протяжении всей своей жизни и до своей смерти успел выпустить несколько изданий. В результате ни одно его издание за примерно сорок лет не похоже на другое: первая публикация состояла из двенадцати стихотворений, последняя прижизненная — из более чем 400.
Сборник известен своим восхвалением и восхищением чувствами во времена, когда такая прямолинейность считалась аморальной. Когда большая часть поэзии того времени, особенно англоязычной, была сфокусирована на символизме, аллегориях и размышлениях на духовные и религиозные темы, в «Листьях травы» (в особенности в первом издании) восхвалялся телесный и материальный мир. Однако Уитмен, по примеру Эмерсона, который в значительной степени повлиял на его поэзию, и других трансценденталистов, выросших из романтизма, не преуменьшает значение разума и духа, а, скорее, возвышает человеческий разум и форму, считая и то, и другое достойным поэтического восхваления.
Все стихотворения Уитмена, за единственным исключением, не имеют рифмы и не следуют какому-либо размеру или стандарту длины строки. Среди стихотворений сборника выделяются «Песня о себе», «О теле электрическом я пою», «Из колыбели, вечно баюкавшей». Позднейшие издания включали элегию Уитмена убитому президенту Аврааму Линкольну «Когда во дворе перед домом цвела этой весною сирень».
«Листья травы» вызывали много споров в своё время за откровенные сексуальные образы, и Уитмена высмеивали многие современные ему критики. Со временем сборник проник в массовую культуру и был признан одним из важнейших произведений американской поэзии.
В России отдельные стихотворения Уитмена с увлечением переводил Иван Тургенев, но эти переводы не были опубликованы. Пропагандировать Уитмена начал Константин Бальмонт, который перевёл ряд стихотворений в 1905 г. По распоряжению властей это издание было конфисковано. Основными переводчиками «Листьев травы» на русский язык были Корней Чуковский, Борис Слуцкий, Михаил Зенкевич, Вильгельм Левик, Иван Кашкин, Роман Сеф.

## История возникновения и публикации
«Листья травы» основаны на эссе Ральфа Уолдо Эмерсона под названием «Поэт», опубликованном в 1844 г., в котором выражена потребность для США в своём собственном и уникальном поэте, который должен писать о достоинствах и пороках этой новой страны. Прочитав эссе, Уитмен сознательно ответил на призыв Эмерсона и начал работу над первым изданием «Листьев травы». Однако Уитмен приуменьшал значение Эмерсона, заявляя: «Я варился, варился, варился; а Эмерсон довёл меня до кипения».
15 мая 1855 г. Уитмен зарегистрировал название «Листья травы» у секретаря Южного окружного суда США в Нью-Джерси и получил авторские права. Первое издание было опубликовано 4 июля 1855 г. в Бруклине, в типографии двух шотландских иммигрантов Джеймса и Эндрю Ромов, которых Уитмен знал с 1840-х гг. Типография находилась на углу Фултон-стрит (в настоящее время Кэдман-плаза-Уэст) и Крэнберри-стрит, на месте современных многоквартирных домов, названных в честь Уитмена. Уитмен заплатил за тираж и сам занимался типографским набором первого издания. В книге не указывалось имя автора, вместо него была оформлена гравюра Сэмюэла Холлиера, изображающая Уитмена в рабочей одежде и изысканной шляпе, с руками на поясе. Первая реклама этого издания гласила: «Любителям литературных диковинок». Книг было продано мало, но Уитмен не отчаивался.
Первый выпуск был очень небольшим и состоял лишь из двенадцати безымянных стихотворений на 95 страницах. Уитмен как-то сказал, что хотел, чтобы книга была достаточно мала для ношения в кармане: «Это склонит людей брать меня с собой и читать меня на открытом воздухе: мне почти всегда удобнее с читателем на открытом воздухе». Было напечатано около 800 экземпляров, но лишь 200 из них имели фирменную зелёную тканевую обложку. Известно, что единственная библиотека, приобрётшая экземпляр первого издания, находилась в Филадельфии. Стихотворениями первого издания, в позднейших изданиях получившими заголовки, были: «Песня о себе», «Песня разных профессий», «Мысли о времени», «Спящие», «О теле электрическом я пою», «Лица», «Песня отвечающего», «Европа (72-й и 73-й годы этих Штатов)», «Бостонская баллада», «Был ребёнок, и он рос с каждым днём», «Кто полностью познаёт мой урок?», «Велики все мифы».
Название «Листьев травы» является игрой слов. «Травой» издатели называли работы низкого сорта, а «листья», листы — это страницы, на которых работы напечатаны.
Уитмен отправил один экземпляр первого издания «Листьев травы» Эмерсону, который вдохновил поэта на его создание. В письме Уитмену Эмерсон заметил: «Я нахожу это самым необычным примером разума и мудрости, в которые Америка уже внесла свой вклад… Я счастлив прочесть это, так как великая сила делает нас счастливыми».

## Анализ
Сборник стихотворений Уитмена в «Листьях травы» обычно трактуется по отдельным стихотворениям в рамках его конкретных изданий. Издания имели различный объём, с каждым разом всё увеличивавшийся, и в итоге последнее прижизненное издание состояло из более чем 400 стихотворений. Обсуждение также часто касается основных изданий «Листьев травы», считающихся ранними (1855, 1856 и 1860 гг.), и, наоборот, позднейших прижизненных, содержавших значительное стихотворение Уитмена «Когда во дворе перед домом цвела этой весною сирень». Издание 1855 г. в частности интересно стихотворением «Песня о себе» и поэмой «Спящие». Издание 1856 г. содержало известное стихотворение Уитмена «На Бруклинском перевозе». В издание 1860 г. Уитмен добавил важные стихотворения «Из колыбели, вечно баюкавшей» и «Когда жизнь моя убывала вместе с океанским отливом».
В частности, в «Песне о себе» Уитмен делает акцент на всемогущем «Я», который служит рассказчиком. «Я» пытается решить социальные и личные проблемы, используя сильные позитивные культурные образы. Акцент на американскую культуру помог Уитмену в его желании создать безоговорочно американское эпическое стихотворение, сравнимое с произведениями Гомера. «Листья травы», изначально написанные во времена высокой урбанизации в Америке, отражают её влияние на народные массы. При этом заглавная метафора с травой указывает на пасторальное видение глазами деревенского идеалиста. Стихотворение «Когда во дворе перед домом цвела этой весною сирень» является элегией Уитмена, посвящённой Линкольну после его смерти. Уитмен верил во френологию (в предисловии к «Листьям травы» 1855 г. он перечисляет френолога среди тех, кого называет «законодателями поэтов») и позаимствовал оттуда термин «способность к ассоциированию», означавший склонность к дружбе и товариществу.
Уитмен редактировал, исправлял и переиздавал «Листья травы» неоднократно вплоть до своей смерти, и за годы жизни объекты его внимания и идеи не оставались неизменными. Один критик выделил три крупных «тематических течения» в «Листьях травы»: периоды с 1855 по 1859 гг., с 1859 по 1865 гг. и с 1866 до смерти поэта. В первый период, 1855—1859, его самой важной работой является «Песня о себе», представляющая пример его торжествующей любви к свободе: «Свобода в природе, природе, которая совершенна в конкретном месте в конкретное время в конкретной свободе самовыражения, что ведёт к выражению любви в её чувственной форме». Второй период, 1859—1865, рисует картину более меланхоличного и рассудительного поэта. В таких стихотворениях, как «Из колыбели, вечно баюкавшей» и «Когда во дворе перед домом цвела этой весною сирень», преобладающей темами становятся любовь и смерть. С 1866 г. до самой смерти идеи Уитмена, изложенные во втором периоде, претерпевают изменение. Его внимание к смерти сменяется вниманием к бессмертию, важнейшей теме этого периода. В пожилом возрасте Уитмен становится консервативнее и убеждается, что важность закона превосходит важность свободы. Его материалистический взгляд на мир сменяется намного более возвышенным, и Уитмен начинает считать, что жизнь не имеет значения за рамками Божьего замысла.

## Критические отзывы и споры

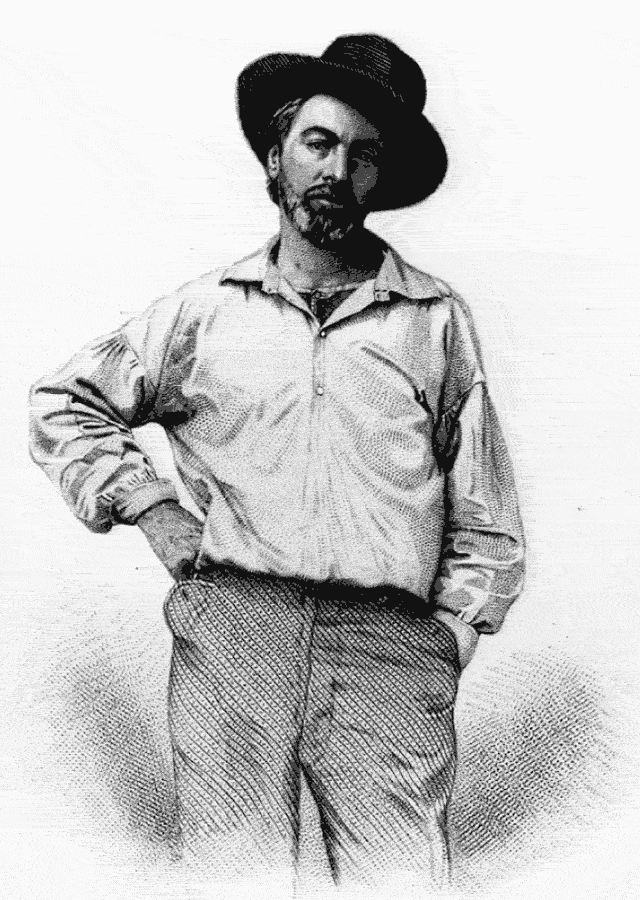
Уолт Уитмен (35 лет) на фронтисписе первого издания. Гравюра на стали Сэмюэла Холлиера с утерянного дагеротипа Гэбриела Харрисона.

После издания сборника Уитмен был уволен с работы в Министерстве внутренних дел, после того как министр внутренних дел Джеймс Харлан прочёл этот сборник и посчитал его оскорбительным. Считается, что поэт Джон Гринлиф Уиттьер сжёг свой экземпляр издания 1855 года. Томас Вентуорт Хиггинсон написал: «Уолта Уитмена дискредитирует не то, что он написал „Листья травы“, а то, что он не сжёг их после того, как написал». Негативный отзыв критика Руфуса Уилмота Гризвольда едва не стал причиной задержки выпуска второго издания сборника: он заподозрил Уитмена в гомосексуализме, «этом жутком грехе, произносить который христианам не положено», и назвал сборник «скоплением тупого сквернословия», а его автора — «непристойным свободным любовником». Уитмен включил полный текст Гризвольда, включая его инсинуации, в позднейшее издание «Листьев травы».
В одном из первых обзоров обращалось внимание на личность анонимного поэта, которого называли бездельником «явно с видом лёгкого пренебрежения и выражением задумчивого высокомерия на лице». Другой обозреватель рассматривал произведение как странную попытку оживить забытые идеи трансценденталистов, «спекуляции этого философского направления, достигшего расцвета в Бостоне пятнадцать-восемнадцать лет назад». Эмерсон одобрил произведение отчасти потому, что считал его средством возрождения трансцендентализма, хотя даже он советовал Уитмену смягчить сексуальные образы в 1860 г.
1 марта 1882 г. бостонский окружной прокурор Оливер Стивенс написал издателю Уитмена Джеймсу Р. Осгуду, что «Листья травы» представляют собой «порнографическую литературу». По совету Новоанглийского общества подавления порока, он писал: «Мы считаем, что эта книга подпадает под определения общих законов в отношении порнографической литературы и предполагает правомерность её изъятия как из оборота, так и пресечение дальнейшего издания». Стивенс потребовал полностью исключить из сборника стихотворения «Женщина ждёт меня» и «Уличной проститутке», а также частично отредактировать «Песню о себе», «Запружены реки мои», «О теле электрическом я пою», «Свободен я», «Простые мгновения», «Любовная ласка орлов», «У берегов голубого Онтарио», «Расправленный из изгибов», «Спящие» и «Лица».
Уитмен отвергал цензуру и писал Осгуду: «Список „полностью“ и „частично“ мной отклонён, и я не буду котироваться со всеми вместе ни при каких обстоятельствах». Осгуд отказался переиздавать его книгу и вернул печатные формы Уитмену, когда предложения по изменению и исключению стихов были отклонены. Поэт нашёл новое издательство Rees Welsh & Company, которое выпустило новое издание книги в 1882 г. Уитмен считал, что спорность книги повысит продажи, что оказалось верным. Запрет в Бостоне, например, перерос в крупный скандал и послужил рекламой Уитмену и его произведению. Хотя к запрету присоединились и розничные торговцы, этот вариант сборника пережил пять переизданий по 1000 экземпляров в каждом. Первый тираж, выпущенный 18 июля, был распродан за один день.
Не все отзывы были одинаково негативными. Критик Уильям Майкл Россетти считал «Листья травы» классикой в одном ряду с работами Уильяма Шекспира и Данте Алигьери. Одна женщина из Коннектикута по имени Сьюзан Гарнет Смит, прочитав «Листья травы», написала Уитмену письмо с признанием в любви и даже предложила ему своё тело в случае, если он захочет ребёнка. Критик и редактор Джордж Рипли, несмотря на то, что язык сборника казался ему «безрассудным и неприличным», считал, что «отдельные части» «Листьев травы» излучают «энергию и своеобразную красоту».
Уитмен был уверен, что его поймёт и примет простой народ, особенно рабочий класс. Спустя много лет он сожалел, что не проехал по всей стране, чтобы распространить свою поэзию напрямую через декламации: «Если бы я пошёл напрямую в народ, читал бы мои стихи перед толпами, похлопал бы по плечу Тома, Дика и Гарри и не ждал бы, пока меня интерпретируют, я бы сразу завоевал свою аудиторию».
Сборник входит во Всемирную библиотеку (список наиболее значимых произведений мировой литературы Норвежского книжного клуба).

## В поп-культуре
- В 1955 по решению Всемирного Совета Мира отмечалось столетие со дня выхода в свет первого издания «Листьев травы»[2].
- Вокруг «Листьев травы» выстроен роман современного прозаика Майкла Каннингема «Избранные дни». «Листья травы» играют важную роль в телесериале «Во все тяжкие». В частности, один из эпизодов назван в честь поэмы из сборника, а инициалы главного героя совпадают с инициалами Уолта Уитмена[3].
- «Листья травы» также играют важную роль в книге Джона Грина «Бумажные города».
- В 2009 году вышел одноимённый фильм, в котором упоминается сборник. Две главные роли в ленте сыграл Эдвард Нортон.